# Шойгу, Сергей Кужугетович
Серге́й Кужуге́тович Шойгу́ (тув. Сергей Күжүгет оглу Шойгу; род. 21 мая 1955, Чадан, Тувинская АО, РСФСР, СССР) — советский и российский государственный и военный деятель. Секретарь Совета Безопасности Российской Федерации с 12 мая 2024 года. Генерал армии (2003). Герой Российской Федерации (1999). Заслуженный спасатель Российской Федерации (2000). Кавалер ордена Святого апостола Андрея Первозванного с мечами (2014). Член Высшего совета политической партии «Единая Россия», член Совета Безопасности Российской Федерации с 1996 года (постоянный член — с 2012).
Министр обороны Российской Федерации (6 ноября 2012 — 12 мая 2024).
Председатель Государственного комитета РСФСР и Российской Федерации по делам гражданской обороны, чрезвычайным ситуациям и ликвидации последствий стихийных бедствий (1991—1994), глава МЧС России (1994—2012), губернатор Московской области (2012).
Глава межрегионального движения «Единство» (1999—2001), основатель (1 декабря 2001 года) и сопредседатель партии «Единая Россия» (2001—2002, вместе с Юрием Лужковым и Минтимером Шаймиевым).
Единственный министр, который являлся членом Правительства Российской Федерации в общей сложности чуть менее 30 лет.
Президент организации «Русское географическое общество» (с 2009).
С 2022 года из-за вторжения России на Украину находится под персональными санкциями Евросоюза, США, Великобритании и ряда других стран. В 2024 году Международный уголовный суд выдал ордер на арест Шойгу в связи с его предполагаемыми военными преступлениями в ходе нападения на Украину.

## Биография

### Происхождение
Родился 21 мая 1955 года в небольшом городке Чадане Тувинской автономной области в семье редактора районной газеты тувинца Кужугета Сереевича Шойгу (впоследствии — секретарь Тувинского обкома КПСС, первый заместитель председателя Совета министров Тувинской АССР), и зоотехника Александры Яковлевны Шойгу (урожд. Кудрявцевой). Его родственники по материнской линии — уроженцы Украины.
Был крещён в православие в 1960 году в одном из храмов города Кадиевка Луганской области УССР.
С 1962 по 1972 год учился в местной школе, с 1972 по 1977 год — в Красноярском политехническом институте, который окончил по специальности инженер-строитель. Военную службу по призыву не проходил.
По словам дочери, по вероисповеданию православный, но при этом уважает традиции буддизма.

### Карьера до 1991 года
С 1977 по 1978 год — мастер треста «Промхимстрой» (Красноярск); с 1978 по 1979 год — мастер, начальник участка треста «Тувинстрой» (Кызыл); с 1979 по 1984 год — старший прораб, главный инженер, начальник строительного управления СУ-82 треста «Ачинскалюминстрой»; с 1984 по 1985 год — заместитель управляющего трестом «Саяналюминстрой» (Саяногорск); с 1985 по 1986 год — управляющий трестом «Саянтяжстрой» (Абакан); с 1986 по 1988 год — управляющий трестом «Абаканвагонстрой».
С 1988 по 1989 год — второй секретарь Абаканского городского комитета КПСС; с 1989 по 1990 год — инструктор Красноярского крайкома КПСС.
В 1990 году переезжает на новое место работы — в Москву. С 1990 по 1991 год — заместитель председателя Государственного комитета РСФСР по архитектуре и строительству.

### Во главе МЧС России
С 1991 года становится во главе Российского корпуса спасателей, получив назначение председателем Государственного комитета РСФСР по чрезвычайным ситуациям. С 1991 по 1994 год — первый председатель нового Государственного комитета Российской Федерации: по делам гражданской обороны, чрезвычайным ситуациям и ликвидации последствий стихийных бедствий.

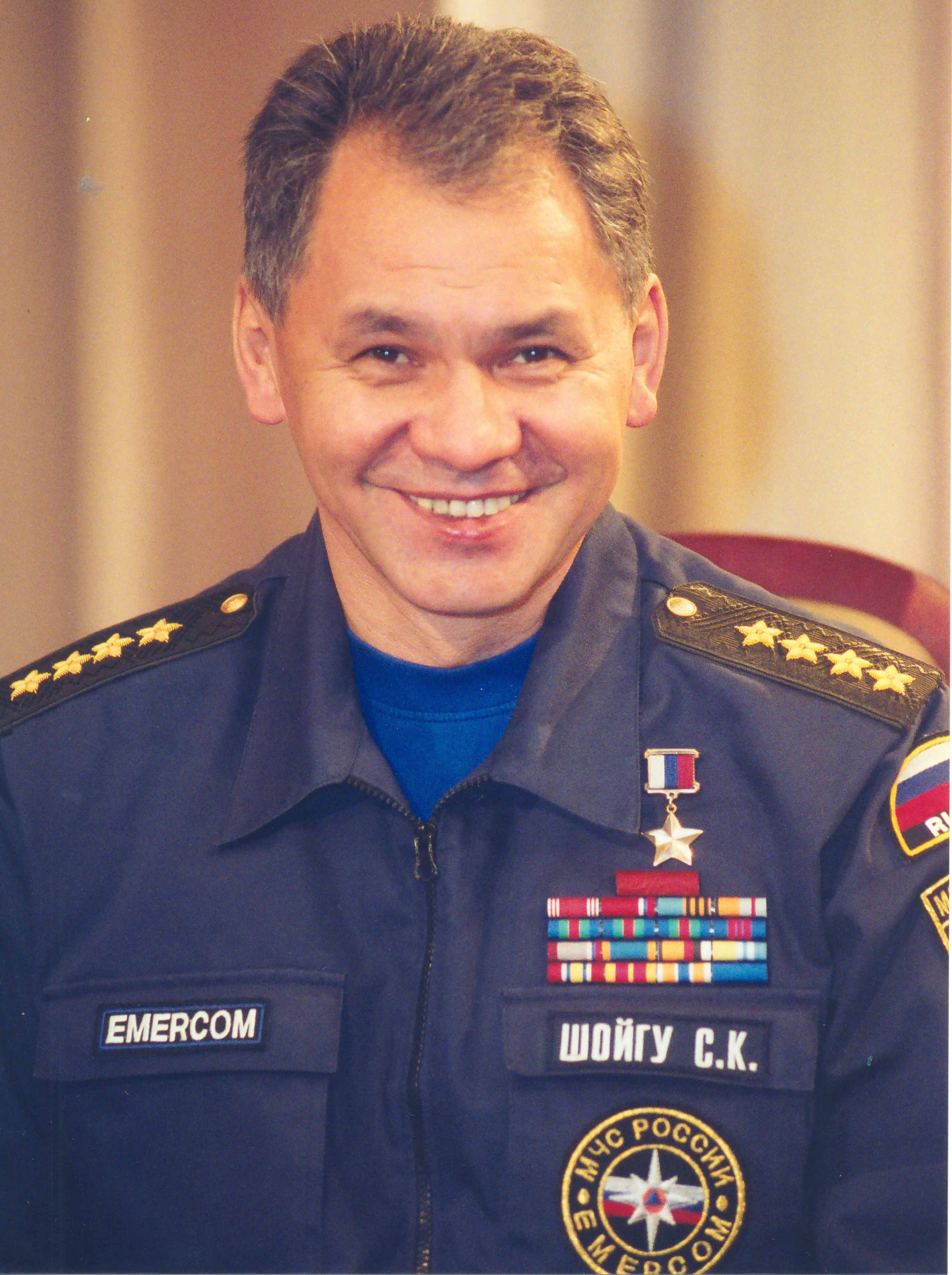
Сергей Шойгу в 2006 году

В 1992 году назначен заместителем главы временной администрации на территории Северной Осетии и Ингушетии во время осетино-ингушского конфликта. С 1993 по 2003 год — председатель Национальной комиссии Российской Федерации по проведению международного десятилетия ООН по уменьшению опасности стихийных бедствий.
С 1994 по 2012 год — министр Российской Федерации по делам гражданской обороны, чрезвычайным ситуациям и ликвидации последствий стихийных бедствий (одновременно, с 10 января по 7 мая 2000 года, — заместитель председателя Правительства Российской Федерации). Неоднократно был назван гражданами России как самый популярный министр, деятельность которого одобряет большинство россиян.
В мае 1995 года как глава МЧС РФ руководил спасательными работами в Нефтегорске. В 1996 году защитил диссертацию «Организация государственного управления при прогнозировании чрезвычайных ситуаций в целях уменьшения социально-экономического ущерба» в РАНХиГС на соискание учёной степени кандидата экономических наук.
В 1996 году — куратор избирательной кампании президента Российской Федерации Бориса Ельцина в субъектах Российской Федерации.
С 1996 года — член Совета Безопасности Российской Федерации (с 2012 года — постоянный член Совета Безопасности Российской Федерации).
На выборах в Государственную Думу 3-го созыва возглавил первую тройку блока «Единство».
В 2000 году возглавил партию «Единство», которая позже вместе с партиями «Отечество» (Юрий Лужков) и «Вся Россия» (Минтимер Шаймиев) была преобразована в партию «Единая Россия».
С 15 октября 2003 года — член Морской коллегии при Правительстве Российской Федерации. С ноября 2009 года — президент Русского географического общества. С октября 2010 года — Член Национального антитеррористического комитета России. С июля 2011 года — член Межведомственной комиссии по противодействию экстремизму в Российской Федерации. До 30 июня 2011 года являлся председателем совета директоров федерального сетевого оператора в сфере навигационной деятельности «НИС ГЛОНАСС».

### Губернатор Московской области
4 апреля 2012 года предложен партией «Единая Россия» Президенту России кандидатом на должность губернатора Московской области. 5 апреля 2012 года кандидатура Шойгу единогласно поддержана Московской областной думой. Вступил в должность 11 мая 2012 года, после того, как истёк срок полномочий прежнего губернатора Бориса Громова.

### Министр обороны России

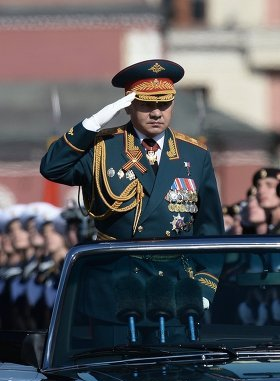
На параде в честь 69-летия Победы в Великой Отечественной войне, 2014 год

6 ноября 2012 года назначен министром обороны Российской Федерации вместо отправленного в отставку Анатолия Сердюкова. По словам пресс-секретаря председателя правительства Натальи Тимаковой, Шойгу к назначению министром обороны рекомендовал Дмитрий Медведев. Одновременно назначен заместителем руководителя межведомственной рабочей группы при Президенте России по контролю за выполнением государственного оборонного заказа и реализацией государственной программы вооружения.
После вступления в должность министра Шойгу продолжил начатый при его предшественнике курс на кардинальную реформу Вооружённых Сил России, но внёс в практическую реализацию реформы ряд существенных изменений.
Была значительно увеличена интенсивность боевой подготовки, предприняты (с целью выявить реальное состояние дел в Вооружённых Силах) неоднократные внезапные проверки боеготовности, созданы Силы специальных операций, возвращены на службу многие ранее уволенные офицеры, отменена демилитаризация военной медицины. Председатель Комитета Совета Федерации по обороне и безопасности Виктор Озеров спустя год после прихода в Минобороны Сергея Шойгу и его команды отмечал, что тогда моральный климат в Вооружённых Силах оставлял желать лучшего, но «Шойгу, генералу армии, человеку, прошедшему многие чрезвычайные ситуации, удалось переломить ситуацию и стать своим в армии»; за год набор в военные училища и академии увеличился в 7,5 раза, а в вузах без военных кафедр по инициативе нового министра были созданы научные роты (что позволяет студентам этих вузов отслужить в армии без отрыва от обучения), в России увеличивается количество кадетских и суворовских училищ.
По инициативе Шойгу созданы Арктические войска, предназначенные для обеспечения безопасности арктического региона России; ежегодно проходят Армейские международные игры и развивается армейский спорт; строится крупнейший и единственный в своём роде военно-патриотический парк «Патриот».
22 января 2017 года — стал членом Бюро высшего совета от партии «Единая Россия».
С октября 2019 года — глава наблюдательного совета Военно-строительной компании.
21 января 2020 года вошёл в состав правительства.
19 июня 2021 года был предложен В. В. Путиным в федеральную часть избирательного списка от партии «Единая Россия»; впоследствии предложение было принято съездом партии.

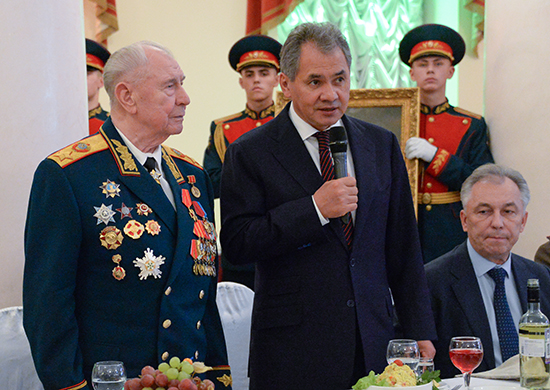
На юбилее Маршала Советского Союза Д. Т. Язова, 8 ноября 2014 года
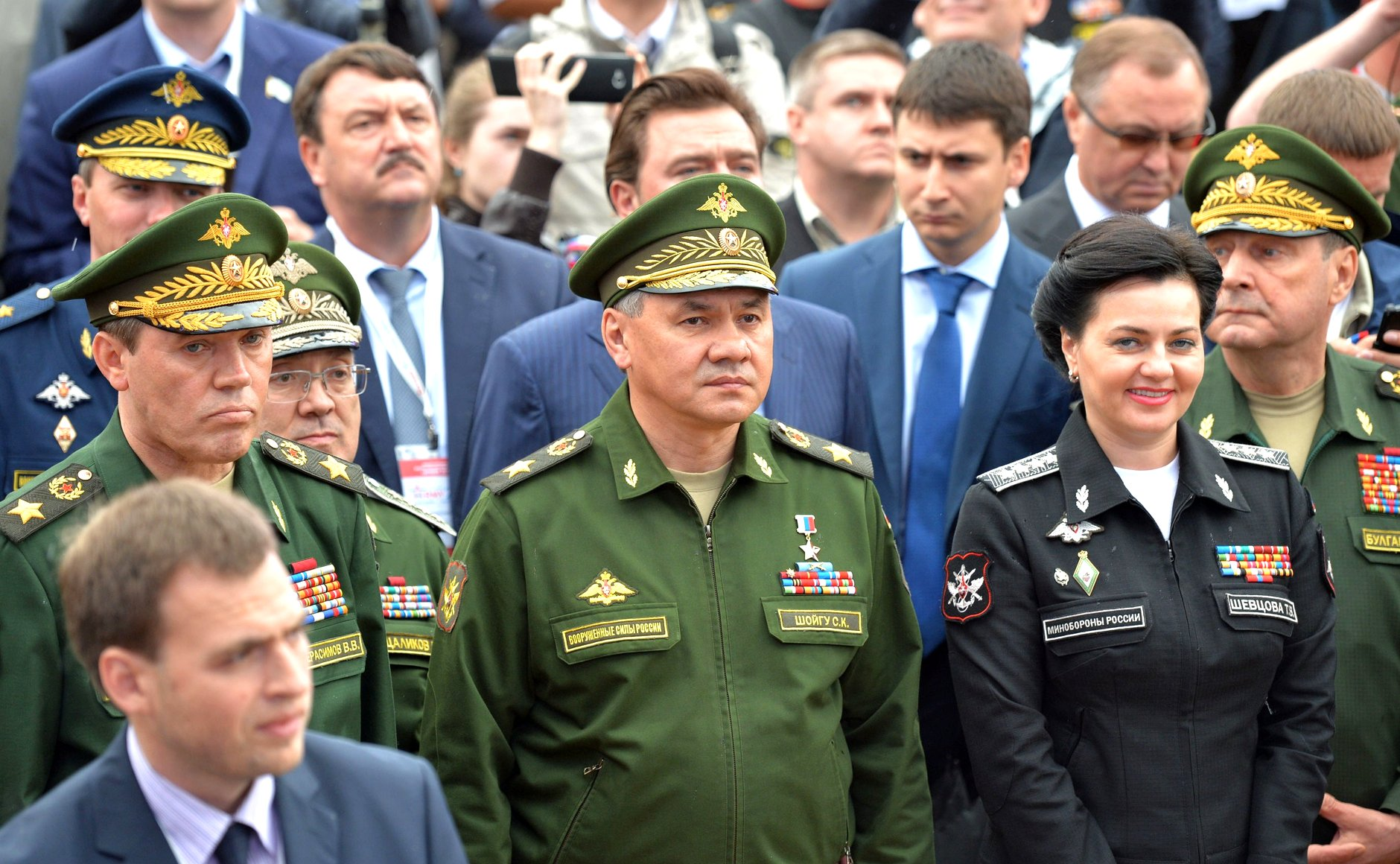
В ходе проверки войск Восточного военного округа, 2013 год
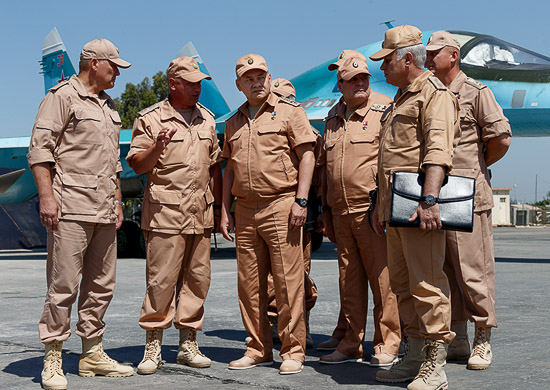
Авиабаза Хмеймим, Сирия. 18 июня 2016 года

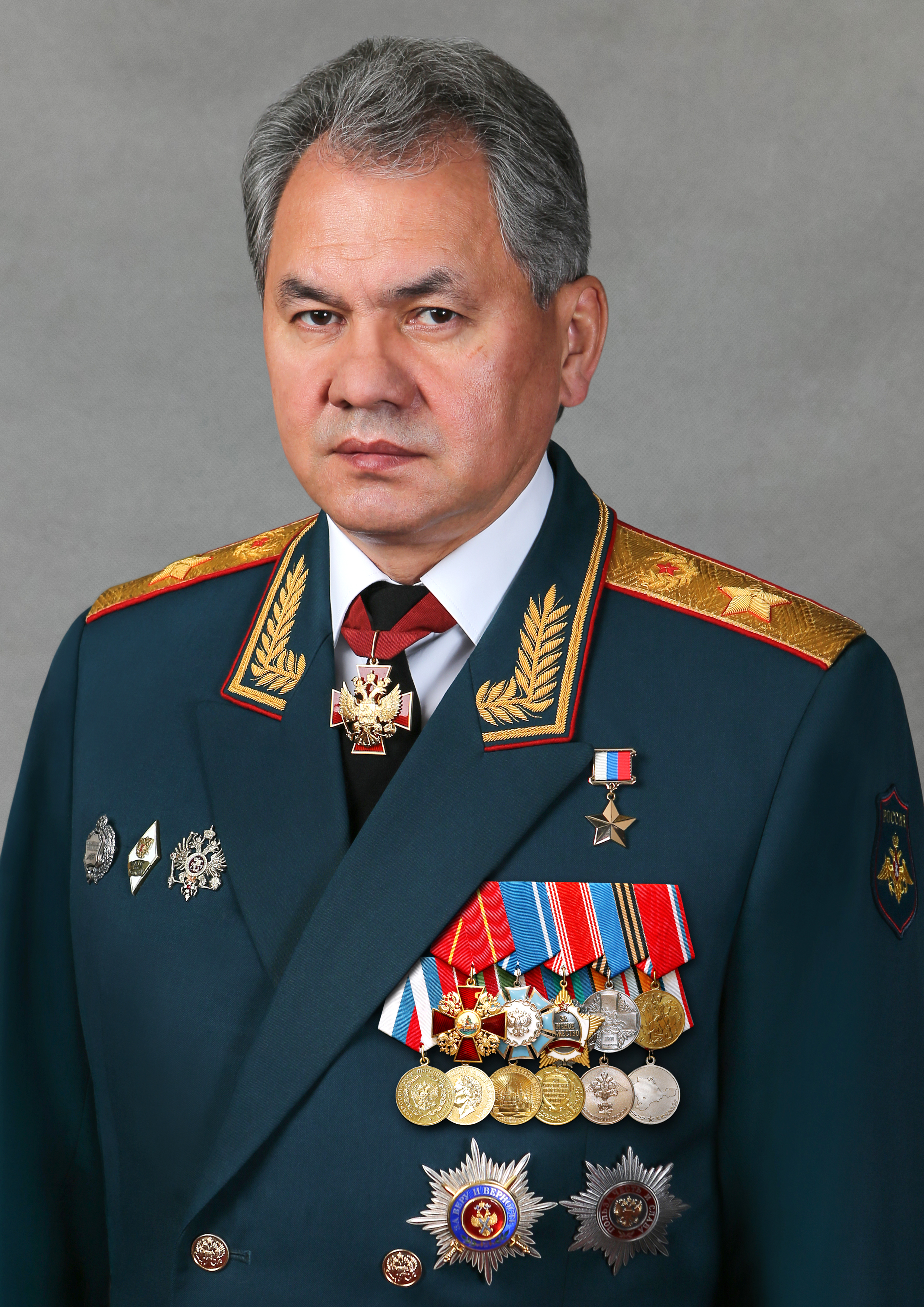
Генерал армии Сергей Шойгу с комплектом наград. 2014 год

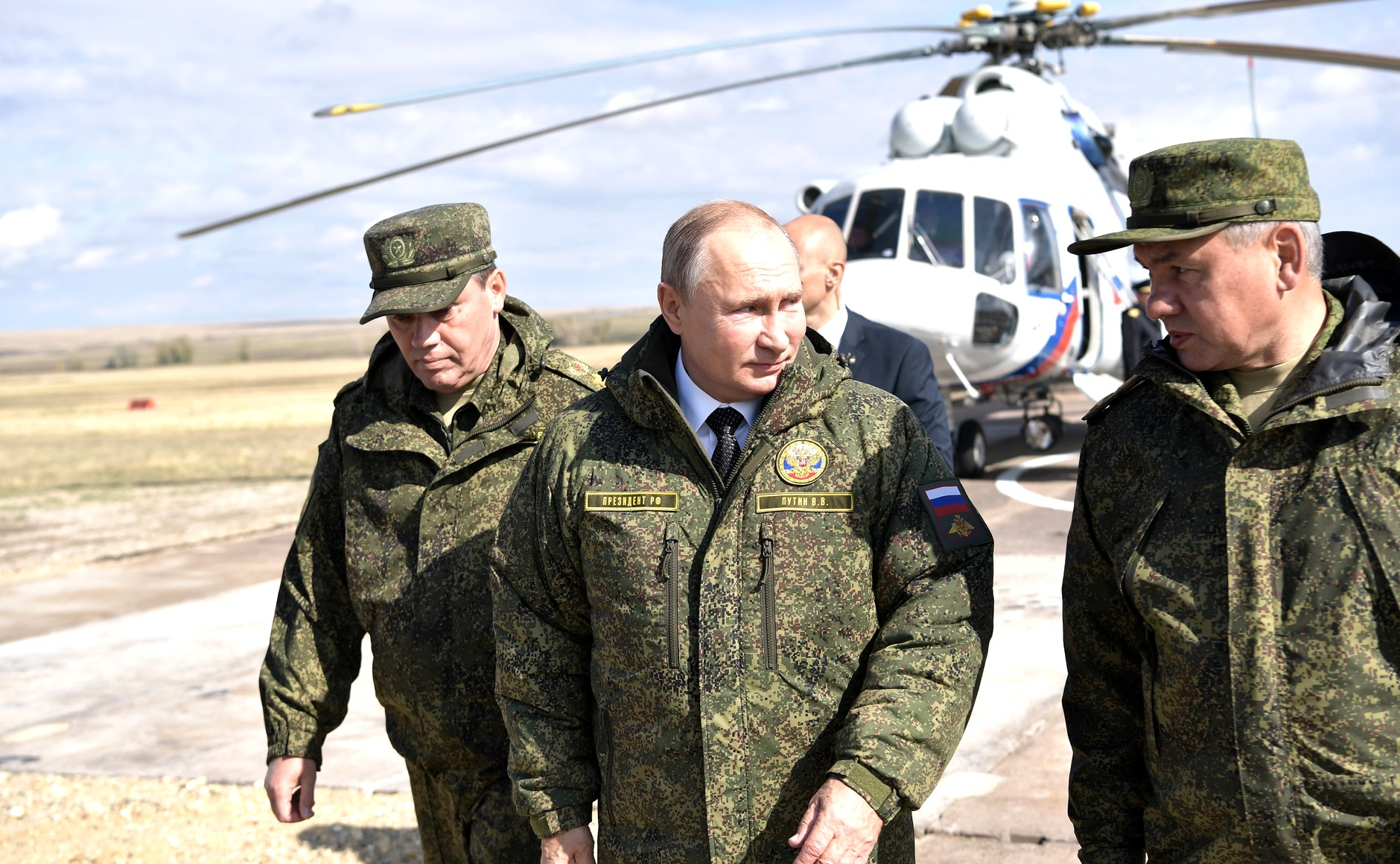
Сергей Шойгу с президентом России Владимиром Путиным и начальником генштаба Валерием Герасимовым на учениях «Центр-2019» в Центральном военном округе на полигоне «Донгуз» в Оренбургской области. 20 сентября 2019 года

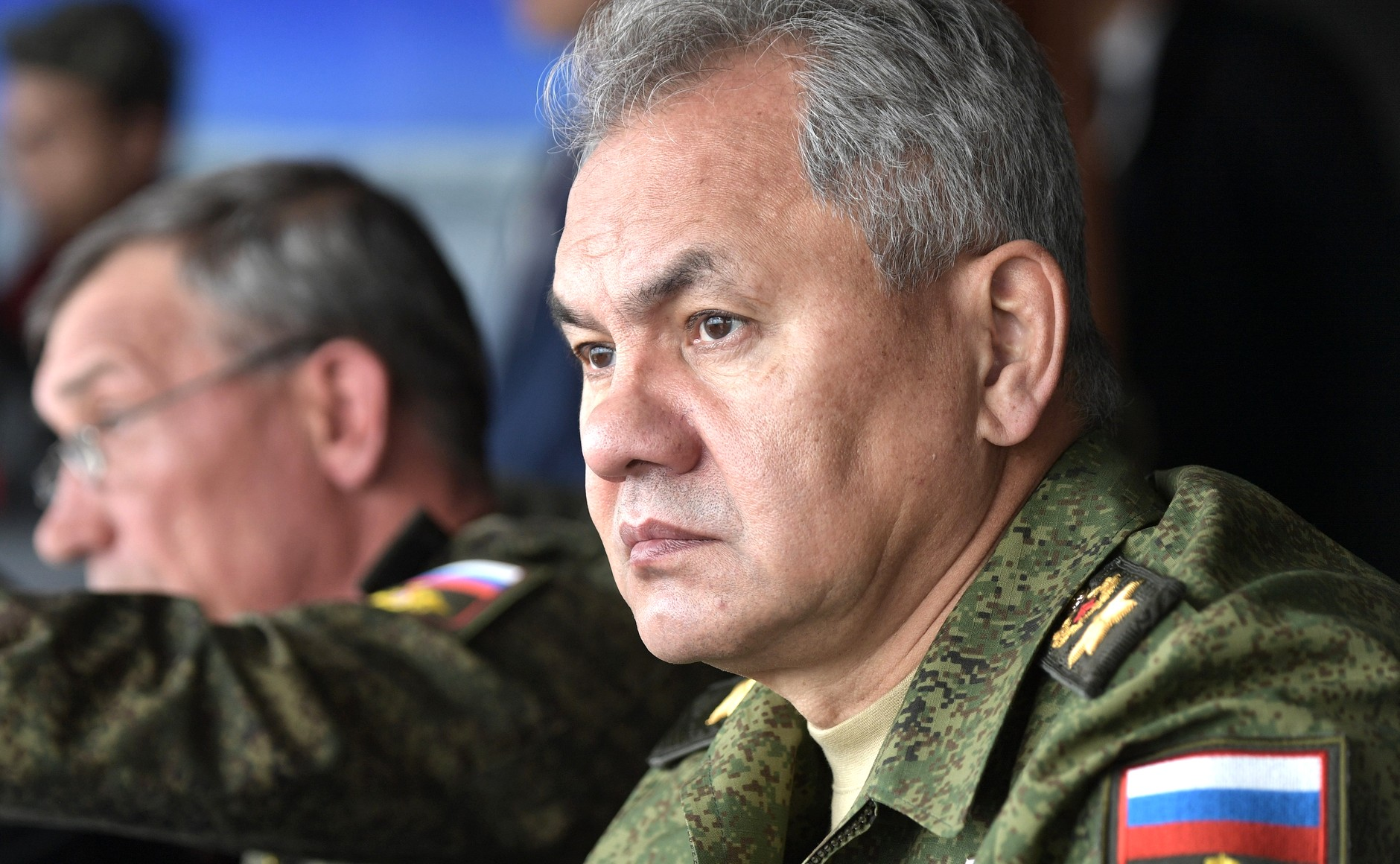
Сергей Шойгу на учениях «Центр-2019»

С 30 сентября 2015 года проводится военная операция России в Сирии. Операция осуществляется силами созданных 1 августа 2015 года Воздушно-космических сил при поддержке ВМФ России. 7 октября 2015 года Президент России Владимир Путин во время проходившей в Сочи рабочей встречи с Шойгу, подводя итоги первой недели операции, в очередной раз дал высокую положительную оценку работе Министерства обороны РФ: как действиям министерства в целом, так и боевым операциям, проводимым российскими лётчиками из размещённой в Сирии авиагруппы, которые наносили с воздуха удары по заданным целям, и моряками Каспийской флотилии, которые выполнили стрельбы крылатыми ракетами «Калибр» из акватории Каспийского моря и успешно поразили все намеченные цели.
Согласно данным опросов общественного мнения, Министр обороны Российской Федерации генерал армии Сергей Шойгу — лидер по оценке работы среди министров российского Правительства с 2013 года.
21 января 2020 года после отставки правительства Медведева переназначен на должность министра обороны в кабинете Михаила Мишустина.

### Секретарь Совета Безопасности
12 мая 2024 года Указом президента России Владимира Путина назначен Секретарём Совета Безопасности Российской Федерации.

## Критика
Шойгу упрекают в том, что в рамках МЧС он создал фактически военизированную структуру, в то время как силовые операции в его компетенцию не входят. Подливает масло в огонь и некий пиетет, с которым Сергей Кужугетович относится к легендарному барону Унгерну — офицеру-авантюристу, который в 20-х годах во главе казачье-монгольской банды пытался создать всемирную буддистскую республику.
27 октября 2015 года Фонд борьбы с коррупцией опубликовал расследование о земельных участках, находящихся во владении семьи Шойгу. В нём со ссылкой на данные выписки ЕГРП утверждалось, что дочь главы Минобороны Ксения в 2009 году (когда ей исполнилось 18 лет) купила два участка общей стоимостью 9 млн $ в районе Рублево-Успенского шоссе. В 2010 году собственником одного из участков стала Елена Антипина, которая, по данным ФБК, является сестрой матери Ксении Шойгу, через два года выкупившая второй участок. Сотрудники фонда отмечали, что покупка участков в момент восемнадцатилетия Ксении Шойгу позволило отцу больше не указывать их в собственной декларации о доходах. Руководитель отдела по связям с общественностью оргкомитета спортивной акции «Гонка героев» Игорь Юртаев, развитием которой занимается Ксения Шойгу, заявил о несоответствии данных действительности. На вопрос, является ли Елена Антипина тётей Ксении Шойгу, представитель ответил: «Не обладаю такой информацией». На вопрос, имеет ли указанная в реестре бывший собственник участка Ксения Шойгу отношение к дочери министра обороны или приходится ей полной тезкой, он пообещал ответить письменно. В ноябре сотрудник ФБК Георгий Албуров сообщил об изменении Росреестром информации о владениях семьи министра обороны Сергея Шойгу. Теперь в качестве собственника земель с момента их приобретения указана свояченица министра Елена Антипина, при этом «дату получения участков Антипиной менять не стали, поэтому информация о владельцах за несколько лет просто отсутствует». В декабре 2019 года стала членом Совета по развитию физкультуры и массового спорта при правительстве РФ.
В 2017 году секретным приказом министра обороны от 24 апреля 2017 «Об утверждении перечня воинских должностей, подлежащих замещению солдатами …» запретил лицам женского пола замещение по контракту воинских должностей: стрелок, снайпер, сапёр, водитель, механик, танкист. Указывая на отсутствие «женских вакансий», в 2018 году пять девушек из города Тольятти, ссылаясь на международную практику вооружённых сил Израиля и Норвегии, в которых женщины проходят призывную срочную военную службу, предприняли попытку оспорить в суде приказы министра обороны и директора Росгвардии, указывая на нарушения 19 статьи Конституции России, в которой гарантируется равенство прав и свобод человека и гражданина независимо от пола. Ответчиками были заявлены Министерство обороны России и Росгвардия. Судебный «марш-бросок» девушек получил широкое освещение на федеральных телеканалах НТВ, 5 канал, 360, Мир. Ответчики назвали судебную попытку девушек агрессивным феминизмом.
Согласно расследованию издания «Агентство», с приходом Шойгу в министерство обороны число сотрудников пресс-службы (ставшей департаментом информации и массовых коммуникаций) выросло до ста человек. Их обязанностями стали обзвоны СМИ с требованием опровергать неудобные новости и создание «хороших» публикаций о ведомстве и своём начальнике.
В ходе российского нападения на Украину, по данным Human Rights Watch, согласно принципу командной ответственности, Шойгу может быть причастен к совершению военных преступлений в ходе боёв и блокады Мариуполя, в частности за нападение, препятствие гуманитарной помощи и эвакуации, а также преступлений против человечности.
Заместитель председателя комитета Государственной Думы по экономической политике Михаил Делягин в июле 2024 года сообщил, что при обсуждении проблем стратегического планирования в Госдуме специалистом-математиком был назван масштаб воровства в Министерстве обороны при Сергее Шойгу — 11 триллионов рублей.
После снятия Сергея Шойгу с поста Министра обороны, в Минобороны начались чистки, в ходе которых несколько высокопоставленных сотрудников лишились должностей, против некоторых заведены уголовные дела, в том числе против трёх его заместителей.

## Семья

Могила родителей
на Троекуровском кладбище Москвы

- Отец — Кужугет Серэевич Шойгу (24.09.1921—01.12.2010)[58] (урождённый Кужугет Шойгу Серээ оглу). Редактор районной газеты, в дальнейшем работал в партийно-советских органах, был секретарём Тувинского обкома КПСС и вышел на пенсию первым заместителем председателя Совета министров Тувинской АССР[59][60]. Также возглавлял тувинский госархив и шесть лет проработал редактором газеты «Шын» («Правда») на тувинском языке, написал повести «Время и люди», «Перо чёрного грифа» (2001), «Танну-Тыва: страна озёр и голубых рек» (2004).
- Мать — Александра Яковлевна Шойгу, в девичестве Кудрявцева (08.11.1924—12.11.2011). Родилась в селе Яковлево неподалёку от города Орёл. Оттуда, незадолго до Великой Отечественной войны, с семьёй переехала на Украину — в Кадиевку, ныне город Стаханов Луганской области[11]. Зоотехник, заслуженный работник сельского хозяйства Республики Тува, до 1979 года — начальник планового отдела Министерства сельского хозяйства республики, неоднократно избиралась депутатом Верховного Совета Тувинской АССР[61][62].
- Дядя — Калин-оол Серевич Кужугет (26.11.1936—18.08.2022). Кандидат геолого-минералогических наук, заслуженный деятель науки Республики Тыва. Первый учёный-геолог Тувы[63].
- Жена — Ирина Александровна Шойгу (урожд. Антипина, род. 1955), президент компании «Экспо-ЭМ», занимающейся бизнес-туризмом (среди главных клиентов — МЧС России)[59]. С 2014 года — соучредитель ООО «Рекапмед», занимающейся медицинской деятельностью[64].
  - Старшая дочь — Юлия Сергеевна Шойгу (род. 1977) — директор Центра экстренной психологической помощи МЧС России (с 2002 года)[59][65][66]. Супруг — Алексей Юрьевич Захаров (род. 1971) — заместитель Генерального прокурора Российской Федерации, бывший прокурор Московской области[67].
    - Внуки — Дарья и Кирилл.

  - Младшая дочь — Ксения Сергеевна Шойгу (род. 1991). В 2013 году окончила факультет международных экономических отношений МГИМО[68]. Автор идеи и руководитель проекта «Гонка героев», входит в Главный штаб ВВПОД «Юнармия»[69]. С 5 декабря 2020 года — президент Федерации триатлона России[70]. Гражданский супруг — фитнес-блогер Алексей Столяров[71].
    - Внучка — Милана (род. 17.09.2021)[72].
- Старшая сестра — Лариса Кужугетовна Шойгу (21.01.1953—10.06.2021), депутат Государственной Думы 5, 6 и 7 созывов от партии «Единая Россия» (2007—2021), по образованию врач-психиатр[66].
- Младшая сестра — Ирина Кужугетовна Захарова (урожд. Шойгу; род. 1960) — врач-психиатр[66].

Российские СМИ сообщали о наличии у Сергея Шойгу любовницы Елены Шебуновой, бывшей бортпроводницей лётного отряда МЧС. О её общем сыне с министром в 2006 году писала «Экспресс-газета», а в 2019-м — российское издание The Insider. Мальчик по имени Данила и с отчеством Сергеевич родился в 2001 году, в 2008-м Шебунова родила дочь Дарью Сергеевну. В 2019 году вышла замуж за литовца Адолфаса Каминскаса, который признал её дочь своей и подал заявление в Департамент миграции Литвы. Адолфас Каминскас до женитьбы на Шебуновой занимался продажей мопедов и запчастей к ним, но после неё стал бенефициаром нескольких литовских предприятий, владеющих активами на сумму около 20 млн евро в нескольких частях Вильнюса. После выхода осенью 2022 года совместного расследования LRT и The Insider Департамент миграции Литвы начал расследовать дело о двойном гражданстве бизнесмена Каминскаса. В декабре 2022 года Литва закрыла ей въезд в страну на 5 лет, запретила въезд в страны Шенгенской зоны на три года и лишила литовского вида на жительство. По данным расследования команды Алексея Навального, за 4 дня до мобилизации Данил Шебунов уехал в Турцию где он решил построить карьеру певца.

## Высказывания
В сентябре 2019 года Шойгу заявил в интервью:

Позволю себе даже ещё больше заострить свою мысль. Если бы Запад продолжал себя вести так, как он начал себя вести во времена Горбачёва, — выполнял бы все свои обещания, не стал бы продвигать НАТО к нашим границам всё ближе и ближе, не расширял бы своё влияние в нашем ближнем зарубежье, не лез бы во внутренние дела нашей страны, — то, мне кажется, им в конце концов удалось бы всё. Им бы удалось решить ту задачу, которую они перед собой ставили, — задачу разрушения и порабощения нашей страны. Как это фактически сделано с «младоевропейцами» и бывшими советскими республиками.

Летом 2021 года Сергей Шойгу предложил создать в Сибири несколько новых мегаполисов с населением до миллиона человек:
До 2030 года при приемлемых вложениях можно было бы создать сотни тысяч рабочих мест, а также новые города и современную промышленность … и не просто город построить, но и столицу сюда перенести.
 Первый из череды мегаполисов — Электроград — планируется возвести в Минусинской котловине (местности на границе Хакасии и Красноярского края).

## Увлечения

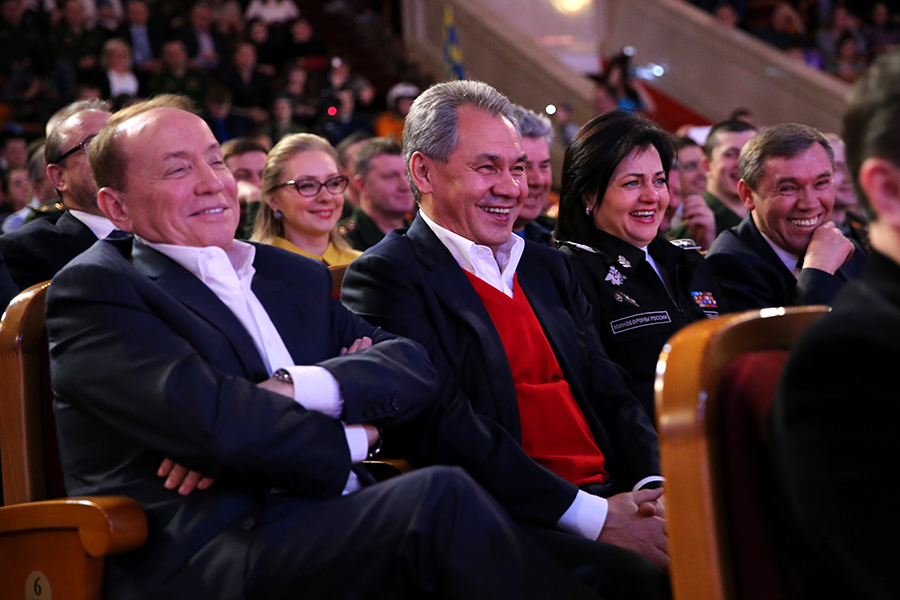
На финале игр КВН на кубок Министра обороны Российской Федерации, 26 февраля 2015 года
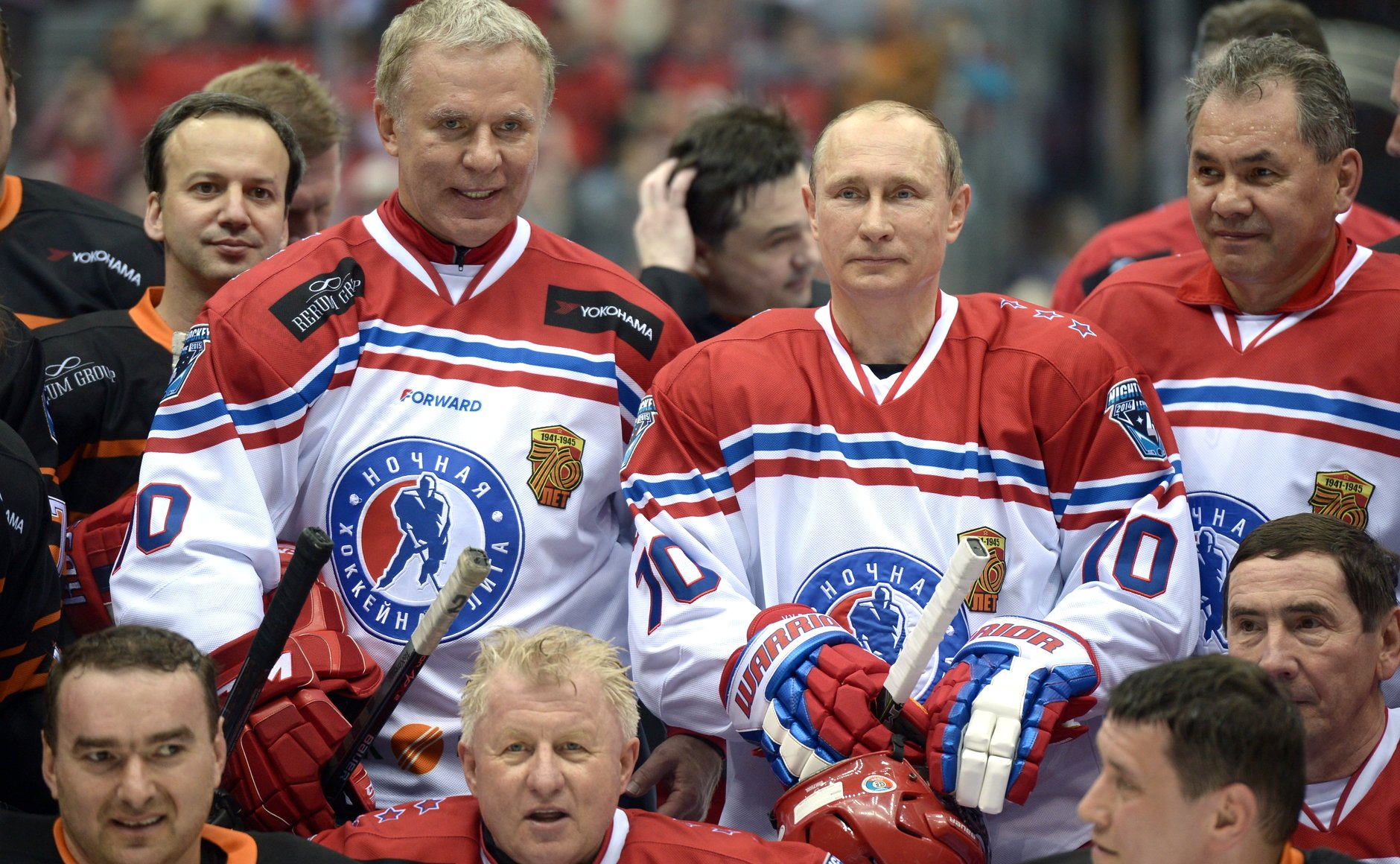
После матча НХЛ. Вячеслав Фетисов, Владимир Путин и Сергей Шойгу. Сочи, 16 мая 2015 года
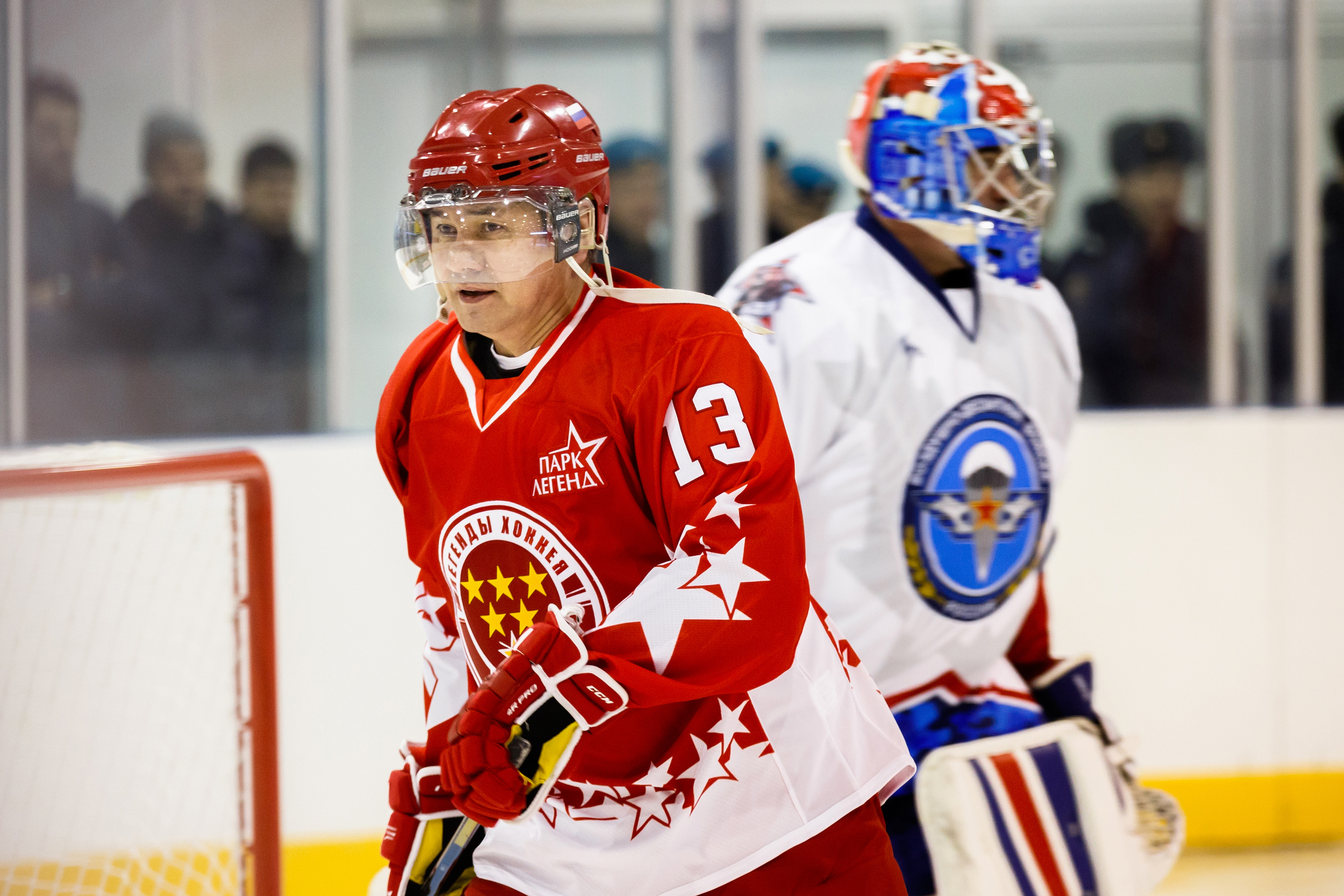
Во время товарищеского хоккейного матча между командами «ВДВ» и «Легенды хоккея СССР». Рязань, 26 марта 2016 года
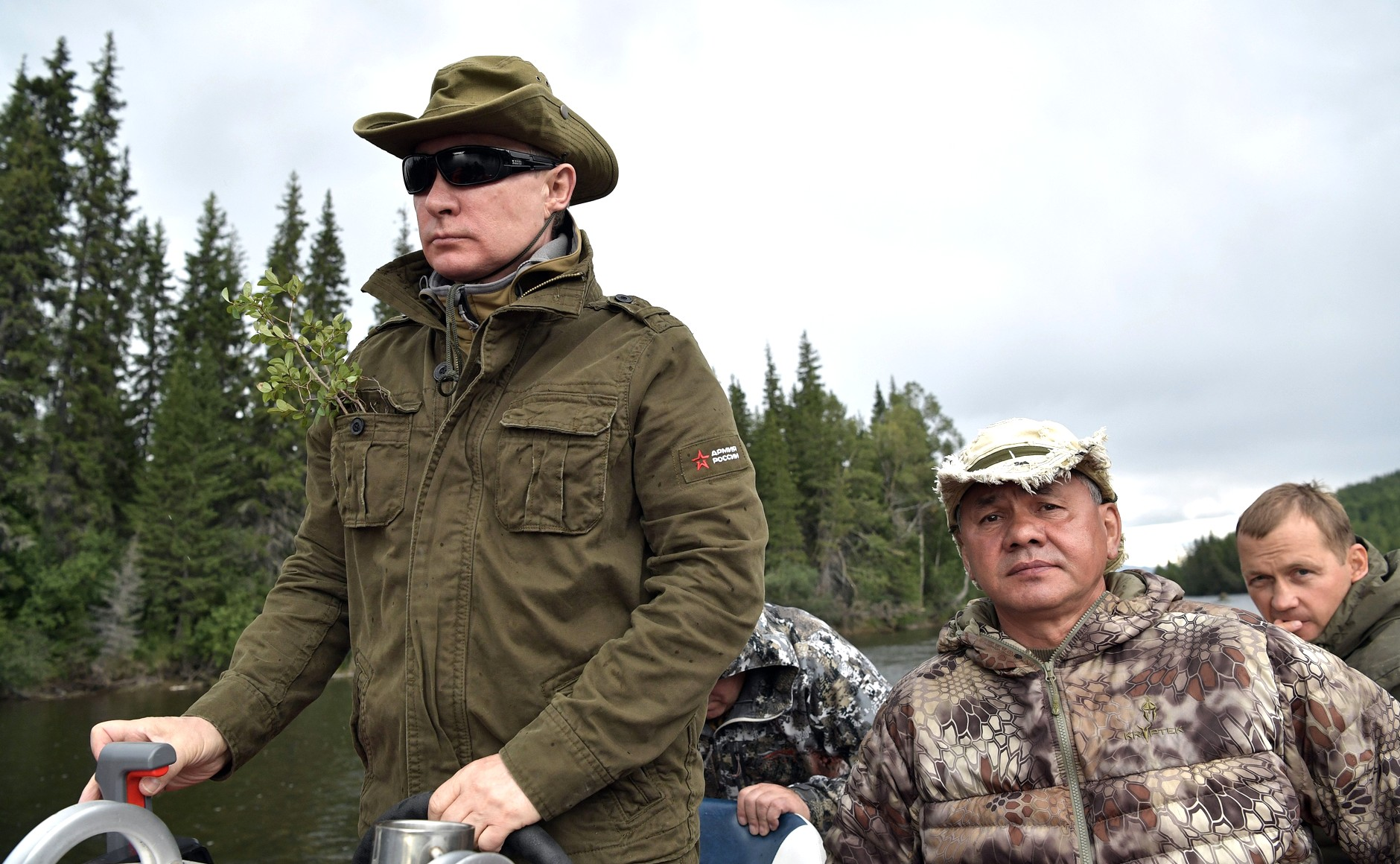
С Владимиром Путиным во время рыбалки в Республике Тыва, 1 августа 2017

Увлекается изучением истории России петровского времени и 1812—1825 годов (война с французами и декабристы).
Увлекается спортом. В хоккее болеет за «ЦСКА». Является игроком Ночной хоккейной лиги и ХК «ЦСКА». На уникальном проекте «ЦСКА — Спартак. Противостояние», в котором принимают участие ветераны хоккея, известные политики и юные хоккеисты-воспитанники школ ЦСКА и Спартака.
В марте 2016 года, вместе с Сергеем Лавровым презентовал Народную футбольную лигу России, призванную объединить любителей этого вида спорта со всей страны.
Любит авторскую песню, играет на гитаре. В число его увлечений также входят рисование акварелью, графика, изготовление поделок из дерева.

## Собственность и доходы
Согласно декларации о доходах, за 2019 Сергей Шойгу заработал 12,6 миллиона рублей (в 2016—2018 годах его доход колебался в районе 10-11 млн рублей). Доход супруги Ирины Шойгу составил в 2018 году 10,9 миллиона рублей (в 2017 году — 6,3 миллиона).
В собственности Сергея Шойгу находятся два земельных участка (площадью (2807 м² и 17 193 м²), жилой дом (1240,4 м²), квартира (56,8 м²), гараж (133,7 м²) и мастерская (153,4 м²).

## Факты

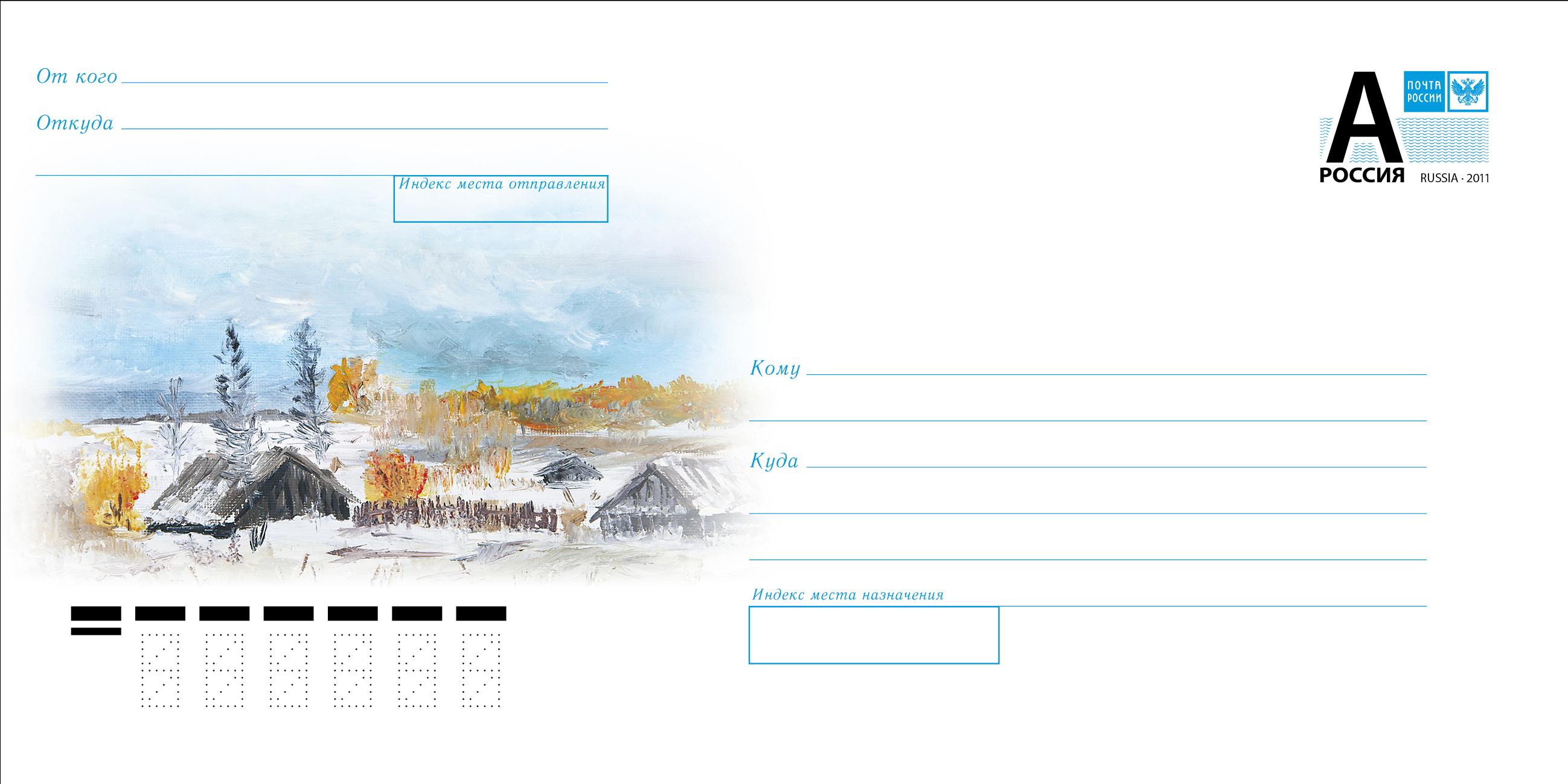
Пейзаж, художник С. К. Шойгу. Почтовый конверт России

- Шойгу принадлежит абсолютный рекорд пребывания в должности среди всех российских постсоветских политиков министерского ранга: он руководил ведомством по борьбе с чрезвычайными ситуациями во всех составах российского правительства с 1991 по 2012 год.
- Средневековая крепость Пор-Бажын в Туве стала памятником федерального значения благодаря усилиям Сергея Шойгу[90].
- В феврале 2009 года предложил ввести уголовную ответственность за отрицание победы СССР в Великой Отечественной войне[91].
- В апреле 2012 года высказал мнение о целесообразности переноса столицы России в Сибирь[92].
- 14 октября 2010 года было сообщено, что Федеральная антимонопольная служба запретила размещать фамилию главы МЧС Сергея Шойгу на фильтрах для воды Виктора Петрика. Специально созданная комиссия антимонопольной службы признала, что производители фильтров для воды ОАО «Геракл» и ООО «Холдинг Золотая формула» совершили акт недобросовестной конкуренции, используя для продвижения своих товаров фамилию Шойгу. Установлено, что МЧС и Шойгу не давали бизнесменам разрешения на подобную рекламу[93]. ФАС также оштрафовала компанию «Золотая формула» на 200 тысяч рублей за использование названия фильтра «ZF МЧС (ШОЙГУ)»[94].
- 26 апреля 1993 года главе МЧС России Сергею Шойгу в порядке переаттестации присвоено звание генерал-майор. Звание присвоено после воинского звания «старший лейтенант запаса» без соблюдения очерёдности присвоения офицерских званий[95].
- В ночь с 3 на 4 октября 1993 года по просьбе Егора Гайдара обещал[96][97] выделить для него 1000 автоматов с боезапасом из подведомственной ему системы гражданской обороны[23].
- 5 августа 2010 года Шойгу заявил журналистам: «Я уже говорил как-то про тендеры и конкурсы на тушение пожаров. Вот где нужно что-то менять, тогда появятся организации негосударственные, которые будут покупать технику, специально готовить персонал, участвовать в этих конкурсах и побеждать в них»[98], при этом частные организации, занимающиеся тушением пожаров, существуют уже длительное время и за тушение пожаров вне территорий, защищаемых по договорам, денег не берут[99].
- 9 мая 2015 года, перед началом Парада Победы в Москве, выезжая из ворот Спасской башни, Шойгу перекрестился, поскольку над аркой ворот расположена православная икона (ранее она была замурована)[100][101][102]. Это стало для него традицией во время всех последующих парадов.
- 24 октября 2017 года на совещании министров обороны стран — членов АСЕАН на Филиппинах Шойгу сообщил, что за время российской военной операции в Сирии от боевиков ИГИЛ было освобождено 503 тысячи 223 квадратных километра сирийской территории[103][104], при том, что в реальности территория Сирии почти в три раза меньше[105][106]. Как следует из письма заместителя начальника Главного оперативного управления Генерального штаба генерал-лейтенанта Виктора Познихира в ответ на запрос главы военной кафедры МГИМО Ивана Марущака, «точные измерения Министерства обороны России показали, что площадь территории Сирийской Арабской Республики намного больше и составляет 529 708 квадратных километров», причём с учётом рельефа местности[англ.], то есть «площади гор и ущелий, параметров речного дна»[107][108][109].
- В ноябре 2017 года взамен ушедшей в декретный отпуск Марии Китаевой Шойгу назначил своим личным пресс-секретарём 26-летнюю Россияну Марковскую, журналистку федеральных телеканалов «Звезда» и РЕН ТВ. В качестве тенденции прессой отмечались «выдающиеся внешние данные пресс-секретарей Шойгу»[110][111].
- В 2021 году были выпущены почтовый конверт и почтовая карточка с картинами работы С. К. Шойгу.
- В 2023 году в Кызыле открылся крупнейший в России 12-этажный буддийский монастырь «Тубтен Шедруб Линг», построенный по инициативе Сергея Шойгу и при финансовой поддержке фонда его имени[112].

## Уголовное преследование

### Украина
22 июля 2014 года Главное следственное управление МВД Украины возбудило уголовное производство в отношении министра обороны Российской Федерации Сергея Шойгу и российского предпринимателя Константина Малофеева по подозрению в создании не предусмотренных законом военизированных или вооружённых формирований (ст. 260 УК У). В руководстве профильных комитетов Государственной Думы Российской Федерации считают, что этот акт является местью за объявление Россией в международный розыск главы украинского МВД Арсена Авакова и бизнесмена Игоря Коломойского.
В 2021 году СБУ потребовала от Шойгу 20 июля прибыть на судебное заседание в Мариуполь в качестве подозреваемого по делу о «создании незаконных вооружённых формирований». Шойгу проигнорировал вызов.

### Международный уголовный суд
24 июня 2024 года Международный уголовный суд в Гааге выдал ордер на арест Шойгу в связи с предполагаемыми военными преступлениями в ходе российского вторжения на Украину. Суд заявил, что есть достаточные основания полагать, что подозреваемый Шойгу несёт ответственность за «нанесение ударов по гражданским объектам, причинение чрезмерного сопутствующего вреда гражданскому населению и гражданским объектам, а также преступления против человечности в виде бесчеловечных действий». В решении суда отмечалось, что Шойгу ответственен за ракетные удары по украинской энергоинфраструктуре, как минимум, с 10 октября 2022 года по 9 марта 2023 года.
Совет безопасности РФ назвал ордер МУС на арест Шойгу юридически бессмысленным и «элементом гибридной войны Запада против России», заявив, что «юрисдикция МУС не распространяется на Россию».

## Международные санкции
В сентябре 2015 года включён в санкционный список Украины. Обвиняется украинской стороной в «совершении особо тяжких преступлений против основ национальной безопасности Украины и гражданской безопасности, мира и международного правопорядка», в сентябре 2016 года Печерский районный суд Киева выдал санкцию на задержание Сергея Шойгу, чтобы доставить его на судебное заседание.
В конце февраля 2022 года, после признания Россией ДНР и ЛНР, попал под санкции Евросоюза, так как «несёт ответственность, оказывает поддержку или продвигает политику или действия, которые дестабилизируют Украину или подрывают или угрожают территориальной целостности, суверенитету или независимости Украины».

Он сделал публичные комментарии о принадлежности и сохранении Крыма российским. Под его командованием и по его приказу, российские войска провели военные учения в незаконно аннексированном Крыму и были размещены на границе. В итоге он несёт ответственность за любые военные действия против Украины.— «Официальный журнал Европейского союза», Брюссель, 23 февраля 2022 года:
25 февраля 2022 года, на фоне вторжения России на Украину, США внесли Шойгу в список особо обозначенных граждан и заблокированных лиц OFAC, 30 сентября США включили в санкционные списки также близких родственников Шойгу: супругу Ирину Шойгу, дочерей Юлию и Ксению Шойгу.
28 февраля 2022 года внесён в санкционный список Канады в числе лиц, «которые несут наибольшую ответственность за неспровоцированное и неоправданное вторжение России в Украину».
По аналогичным основаниям находится под санкциями Великобритании, Швейцарии, Австралии, Японии и Новой Зеландии.

## Награды и признание
Государственные награды Российской Федерации
- Орден «За заслуги перед Отечеством» I степени с мечами (21 мая 2020)[134]
- Орден Святого апостола Андрея Первозванного с мечами за отличия в боевых действиях (2014)[135][136][137]
- Орден Александра Невского (2014)
- Орден «За заслуги перед Отечеством» II степени (28 декабря 2010) — за заслуги перед государством и многолетний добросовестный труд[138]
- Орден Почёта (2009) — за заслуги перед государством и большой вклад в совершенствование системы обеспечения безопасности Российской Федерации в области гражданской обороны, защиты населения и территорий от чрезвычайных ситуаций[139]
- Орден «За заслуги перед Отечеством» III степени (21 мая 2005) — за большой вклад в укрепление гражданской обороны и заслуги в предотвращении и ликвидации последствий стихийных бедствий[140]
- Заслуженный спасатель Российской Федерации (18 мая 2000) — за заслуги в предотвращении и ликвидации последствий аварий, катастроф и стихийных бедствий[141]
- Герой Российской Федерации — за мужество и героизм, проявленные при исполнении воинского долга в экстремальных ситуациях (20 сентября 1999)[142]
- Орден «За личное мужество» (февраль 1994)[источник не указан 937 дней]
- Медаль «Защитнику свободной России» (март 1993)

Юбилейные медали Российской Федерации
- Медаль «В память 1000-летия Казани» (август 2005)
- Медаль «60 лет Победы в Великой Отечественной войне» (2005)
- Медаль «В память 300-летия Санкт-Петербурга» (2003)
- Медаль «За заслуги в проведении Всероссийской переписи населения» (2002)
- Медаль «В память 850-летия Москвы» (1997)

Поощрения Президента и Правительства России
- Благодарность Правительства Российской Федерации (21 мая 2005) — за заслуги в совершенствовании гражданской обороны и личный вклад в дело защиты населения от последствий стихийных бедствий, катастроф и оказания помощи пострадавшим[143]
- Почётная грамота правительства Российской Федерации (16 апреля 2000) — за заслуги перед государством и многолетний безупречный труд[144]
- Благодарность Президента Российской Федерации (30 июля 1999) — за активное участие в реализации плана политического урегулирования конфликта между Союзной Республикой Югославией и НАТО и оказании гуманитарной помощи населению Союзной Республики Югославии[145]
- Благодарность Президента Российской Федерации (22 февраля 1999) — за большой вклад в укрепление обороноспособности страны и в связи с Днём защитников Отечества[146]
- Благодарность Президента Российской Федерации (17 июля 1996) — за активное участие в организации и проведении выборной кампании Президента Российской Федерации в 1996 году[147]
- Благодарность Президента Российской Федерации (1993)

Наградное и именное оружие
- Именной 9-мм пистолет Ярыгина 6П35 от Правительства Российской Федерации (2008) — за заслуги перед государством[148][149]

Награды субъектов Российской Федерации

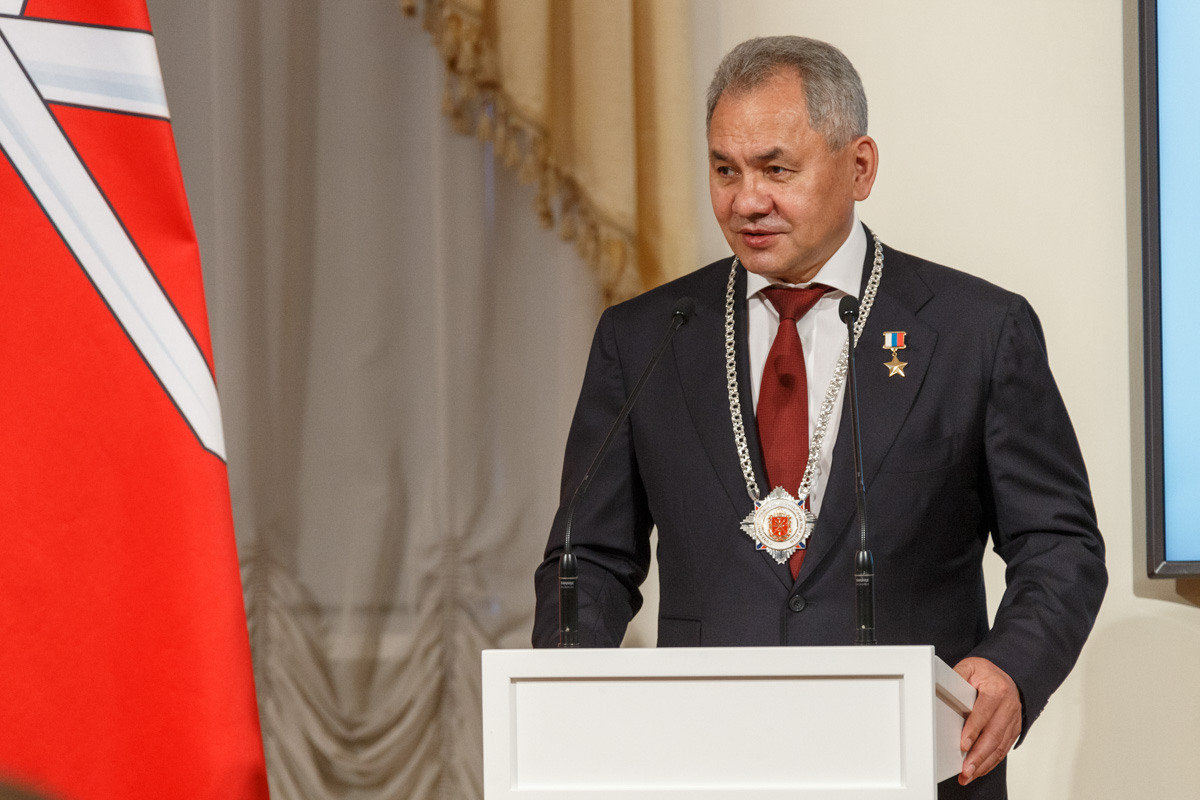
На церемонии вручения нагрудного знака «Почётный гражданин Тульской области». 2021 год

- Почётный гражданин Тульской области (12 ноября 2021)[150]
- Почётный гражданин Московской области (23 января 2020)[151][152]
- Почётный гражданин Республики Тыва (22 мая 2015) — за выдающиеся заслуги перед Республикой Тыва и личный вклад в её развитие[153]
- Почётный гражданин Республики Хакасия (2015)[154]
- Орден «За верность долгу» (Крым) (20 мая 2015 года) — за самоотверженное служение делу обеспечения безопасности страны, граждан России, ответственность, высокий профессионализм и в связи с 60-летием со дня рождения[155]
- Почётный гражданин Красноярского края (13 ноября 2014) — За личные выдающиеся заслуги в развитии системы учреждений по делам гражданской обороны, чрезвычайным ситуациям и ликвидации последствий стихийных бедствий и деятельность, способствующую повышению авторитета Красноярского края[156][157]
- Почётный крымчанин (21 мая 2014) — за выдающиеся личные заслуги в деле сохранения мира на полуострове, защите конституционных прав и свобод жителей Республики Крым, плодотворную общественно-политическую деятельность, направленную на интеграцию Республики Крым в Российскую Федерацию[158]
- Орден «Буян-Бадыргы» I степени (Тыва, 13 января 2014) — за неоценимый вклад в развитие Республики Тыва[159][160]
- Орден «За заслуги перед Алтайским краем» I степени (Алтайский край, 2011) — за оказание практической помощи в деле предотвращения и ликвидации стихийных бедствий[161]
- Знак отличия «За заслуги перед Московской областью» (24 декабря 2007)[162]
- Орден «За заслуги перед Хакасией» (Хакасия, 10 сентября 2007) — за большой личный вклад в социально-экономическое развитие Республики Хакасия и в связи с 300-летием добровольного вхождения Хакасии в состав Российского государств[163]
- Орден «За заслуги» (Ингушетия, 2007)[164]
- Почётный гражданин Кемеровской области (15 декабря 2005)[165]
- Медаль «Во Славу Осетии» (Республика Северная Осетия — Алания, 23 мая 2005) — за выдающийся вклад в реализацию созидательных планов республики, активную общественную поддержку осетинского народа и непосредственное управление ликвидацией последствий чрезвычайных событий, происходивших на Северном Кавказе[166]
- Медаль «За заслуги перед Ставропольским краем» (январь 2003)[167]
- Почётный гражданин Республики Саха (Якутия) (2001)[168]
- Орден Республики Тыва (Тыва, 19 мая 1997)[169]
- Юбилейный нагрудный знак Московской областной думы «20 лет Московской областной думе» (14 ноября 2013)[170]

Ведомственные награды
- Медаль «За заслуги» (18 декабря 2009)[171]
- Медаль «За укрепление боевого содружества» (Министерство обороны России) 2009
- Медаль «За укрепление боевого содружества» (Министерство обороны России) 1995
- Медаль «За укрепление боевого содружества» (ФАПСИ)
- Медаль «За укрепление боевого содружества» (ФПС)
- Знак «За службу на Кавказе»
- Медаль «200 лет Министерству обороны» ([172]
- Медаль «Участнику военной операции в Сирии»
- Медаль «За возвращение Крыма»[173]
- Медаль «За отличие в ликвидации последствий чрезвычайной ситуации»
- Медаль «Участнику чрезвычайных гуманитарных операций»
- Медаль «За заслуги в обеспечении национальной безопасности»

Отраслевые награды
- Орден «За служение искусству» I степени (Российская академия художеств, 9 июня 2021 года) — за соавторство идеи художественного и смыслового наполнения главного храма Вооружённых сил РФ и непосредственное руководство строительством[174]
- Почётный знак «За заслуги в организации выборов» (Центризбирком России, 9 апреля 2008 года) — за активное содействие и существенную помощь в организации и проведении избирательных кампаний в Российской Федерации[175]

Иностранные награды
- Орден «Достык» I степени (Казахстан, 16 октября 2020 года) — за вклад в развитие военного и военно-технического сотрудничества с Казахстаном[176]
- Орден «Данакер» (Кыргызстан, 21 мая 2002 года) — за большой вклад в укрепление дружбы и сотрудничества между Российской Федерацией и Кыргызской Республикой[177].
- Орден «Достук» (Кыргызстан, 22 февраля 2020 года) — за значительный вклад в развитие военного и военно-технического сотрудничества между Кыргызской Республикой и Российской Федерацией[178].
- Медаль «Данк» (Кыргызстан, 22 января 1997 года) — за вклад в развитие и укрепление сотрудничества Кыргызской Республики с Российской Федерацией и в связи с 5-летием образования Содружества Независимых Государств[179]
- Памятная юбилейная медаль «Манас-1000» (Кыргызстан, 27 октября 1995 года) — за вклад в укрепление дружбы и сотрудничества между народами Кыргызской Республики и Российской Федерации[180].
- Орден Мужества (Абхазия, 2020) — за помощь в спасении жителей города Ткуарчала в ходе абхазско-грузинского конфликта 1992—1993 годов[181].
- Орден Красного Знамени (Монголия, 18 октября 2018 года) — за заслуги в подготовке кадров, проведении совместных военных учений и военно-техническом сотрудничестве с Республикой Монголия[182].
- Орден Сербского флага I степени (июль 2012 года)[183].
- Большой крест ордена Заслуг pro Merito Melitensi (Мальтийский орден, 5 июля 2012 года) — за милосердие, спасение и помощь[184]
- Орден «За заслуги в области обеспечения национальной безопасности» (Венесуэла, 11 февраля 2015 года)[185].
- Медаль «Большой крест Армии Никарагуа» (Никарагуа, 12 февраля 2015 года) — за заслуги перед народом республики[186].
- Благодарственное письмо Национального агентства по предотвращению коррупции (Украина, 9 марта 2022 года) — за неоценимый вклад в то, что российские средства и ресурсы обеспечения для нападения на Украину были разворованы ещё на этапе их накопления на границе двух государств[187].
- Орден «Уацамонга» (Южная Осетия, 15 июля 2022 года) — за выдающийся личный вклад в установление и поддержание мира в зоне грузино-осетинского конфликта[188][189].
- Член (Ситу) ордена Союза Мьянмы[англ.] (Мьянма, ноябрь 2022 года)[190][191]

Конфессиональные награды
- Орден Славы и чести I степени (13 июня 2021) — за внимание к помощи в строительстве Главного храма Вооружённых сил Российской Федерации[192]
- Орден преподобного Сергия Радонежского I степени (18 июля 2014) — во внимание к помощи, оказываемой Троице-Сергиевой лавре[193]
- Орден Святого Саввы I степени (Сербская православная церковь, 2003)[194]

Общественные награды
- Знак ордена святого Александра Невского «За труды и Отечество»[195]
- Золотая медаль имени Л. Н. Толстого (Международная ассоциация детских фондов)
- Лауреат Премии Андрея Первозванного 1997 года — за блестящее решение в кратчайшие сроки задачи формирования общероссийской службы «помощи и спасения», ставшей для миллионов людей символом надёжности и надежды[196]
- Лауреат Премии Владимира Высоцкого «Своя колея» 1998 года — за поиск своих оригинальных решений, активность творческой самоотдачи и высокий профессиональный уровень[197]
- Лауреат Национальной общественной премии имени Петра Великого 1999 года — за эффективное управление и развитие национальной системы гражданской безопасности России[198]
- Почётный художник Творческого союза художников декоративно-прикладного искусства, 27 августа 2021 года[199]
- Медаль «За освобождение Крыма и Севастополя» (17 марта 2014) — за личный вклад в дело по возвращению Крыма в Россию[200]

Академические степени
- Академик Академии проблем качества Российской Федерации, Международной академии наук по экологической безопасности, Российской и Международной инженерных академий.
- Почётный доктор Академии Государственной противопожарной службы МЧС России[201].
- Почётный доктор Университета обороны Министерства обороны Сербии (2020) — за выдающиеся научные и общественные заслуги, содействие в развитии высшего образования, науки и технологий[202].

Топонимика
- Именем Шойгу названа улица в городе Чадане Дзун-Хемчикского района Республики Тыва[203].
- Проспект Генерала Шойгу в г. Шагонар (Республика Тыва)[204].

## Воинские звания
- 1977 — лейтенант запаса (после окончания Красноярского политехнического института, обучался на военной кафедре при нём).
- 1993 — генерал-майор (26 апреля)[205].
- 1995 — генерал-лейтенант (5 мая)[206].
- 1998 — генерал-полковник (8 декабря)[207].
- 2003 — генерал армии (7 мая)[208].

## В литературе
- В книге Дмитрия Глуховского «Сумерки» фигурирует под именем «Сергей Кочубеевич Шайбу», «руководитель МЧС».
- Сотрудник Тувинского государственного университета Айбек Соскал написал эпос «О Буга тур Шойгу», прообразом героя которого стал губернатор Московской области Сергей Шойгу, в прошлом занимавший пост главы МЧС. Текст эпоса опубликован на сайте Международного фонда исследования Тенгри[209].

## Мемуары
- Про вчера. — М.: АСТ, 2020. — 320 с. — (Великое время. Великие имена). — 17 000 экз. — ISBN 978-5-17-121393-0.